# متنزه وادي الزهور
متنزه وادي الزهور (بالإنجيليزية Valley of Flowers National Park) هو متنزه يقع بولاية أوتاراخند بالهند، ويضم أكثر من 500 نوعاً من النباتات المزهرة.

## التاريخ
تم الاعتراف بمتنزه وادي الزهور ضمن التراث العالمي إلى جانب المنتزه الوطني لناندا ديفي (Nanda Devi) تحت اسم "المنتزهات الوطنية لناندا ديفي ووادي الزهور سنة 1988. و في سنة 2004 تم الاعتراف بالمتنزه كخزان حيوي مهم من طرف اليونسكو.